# Sumitomo Ringyō
Sumitomo Ringyō (japanisch 住友林業株式会社 Sumitomo Ringyō kabushiki-gaisha, englisch Sumitomo Forestry Co., Ltd.) ist ein japanischer Forstwirtschaftskonzern. 
Neben der Forstbewirtschaftung und der Baustoffherstellung betreibt Sumitomo Ringyō Biomassekraftwerke, die mit Holzabfällen befeuert werden. Zu den hergestellten Produkten zählen einfaches Bauholz, Sperrholz, mitteldichte Holzfaserplatten und Spanplatten sowie Möbel, Treppen und Innenverkleidungen. Einen weiteren Geschäftsbereich stellt der Bau von Wohnhäusern dar. Das Immobiliengeschäft wird vor allem in den Vereinigten Staaten, Australien und Südostasien betrieben.
Sumitomo Ringyō bewirtschaftete mit Stand vom März 2020 48.000 Hektar eigene Waldflächen in Japan und weitere 231.000 Hektar eigener Waldflächen in anderen Ländern.